# Stockholm Globe Arena Fastigheter

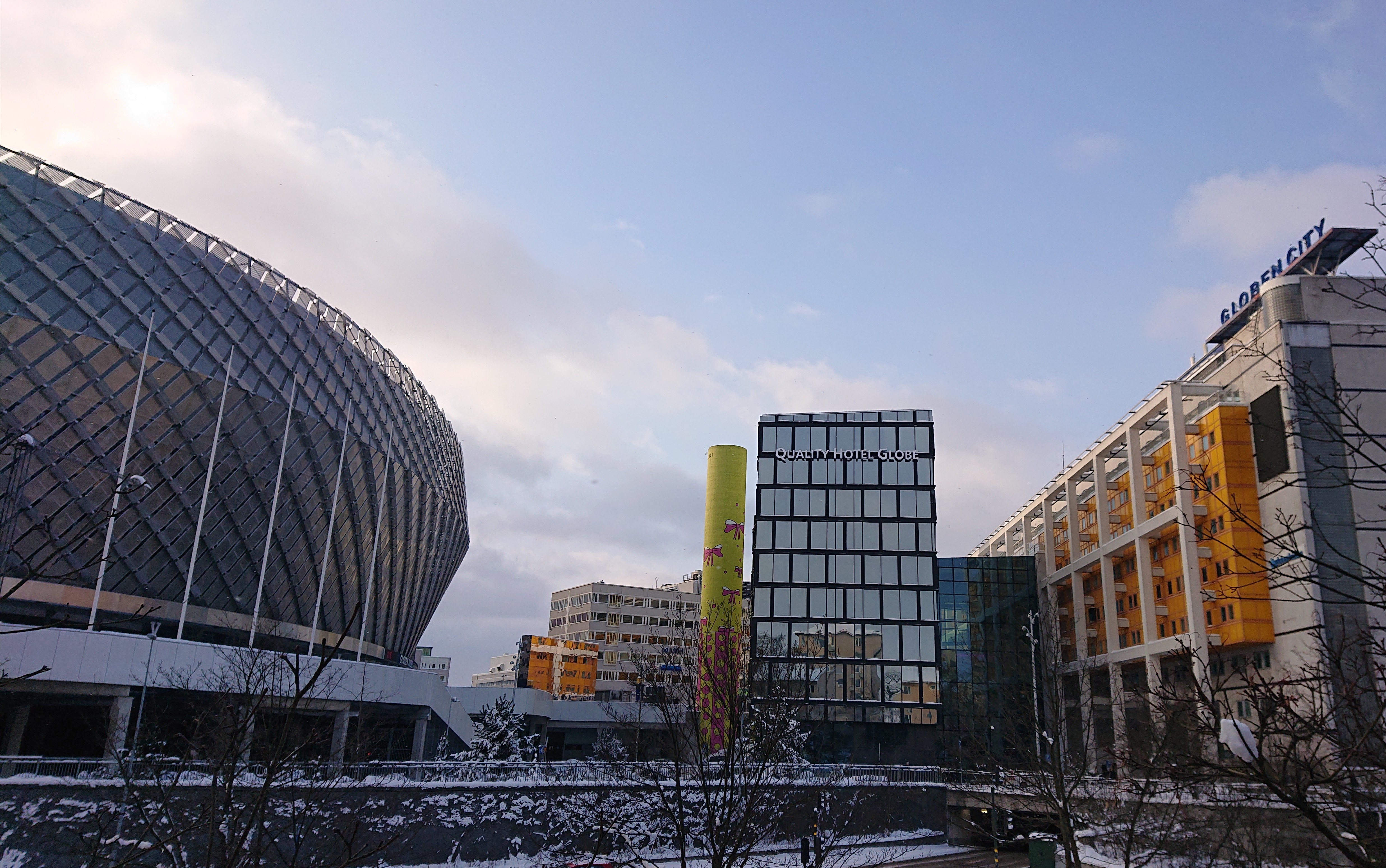
Globen City, februari 2021.

Stockholm Globe Arena Fastigheter (SGA Fastigheter) är ett fastighetsbolag som ägs av Stockholms kommun genom Stockholms Stadshus AB, som äger och förvaltar arenorna i Globenområdet: Hovet, Globen och Tele2 Arena. Mats Viker är VD. Omsättning 2018 var 82 miljoner kronor och resultatet en förlust på 85 miljoner kronor.
Arenorna är uthyrda till det privatägda företaget Stockholm Live, som sköter evenemangsverksamheten i arenorna.